# 大橫簾蛤
是帘蛤目帘蛤科横帘蛤属的一种。主要分布于越南、韩国、中国大陆、台湾，常栖息在水深10-100米。